# رينزو روسي
رينزو روسي (بالإيطالية: Renzo Rossi)‏ (13 أكتوبر 1950 في إيطاليا - ) هو لاعب كرة قدم إيطالي في مركز الهجوم. لعب مع إنتر ميلان ونادي كاتانزارو ونادي كومو ونادي لاتسيو ونادي تارانتو 1927 وأستي كليسيو ‏ و.

## وصلات خارجية
- رينزو روسي على موقع قاعدة بيانات كرة القدم.إي يو (الإنجليزية)
- رينزو روسي على موقع عالم كرة القدم.نت (الإنجليزية)